# Monilethrix
El monilethrix es una rara enfermedad genética que afecta al pelo. Está causado por una mutación en los genes que codifican la queratina.
| La moniletrix es una afección poco común causada por un defecto en el tallo piloso, que provoca que el cabello se vea seco, opaco y quebradizo, y que se quiebre espontáneamente o con un traumatismo leve |

## Descripción

La Monilethrix se transmite con un patrón autosómico dominante

Es una enfermedad hereditaria que generalmente tiene un patrón de herencia autosómica dominante, aunque existen formas de herencia recesiva.
El cabello observado al microscopio adopta un aspecto característico con forma de rosario o collar de perlas, pues alternan zonas de adelgazamiento con nudosidades. Como consecuencia el pelo es muy frágil, se rompe con facilidad tras pequeños traumatismos y se produce alopecia difusa (pérdida de cabello), otro signo característico es la hiperqueratosis folicular.
Se han descrito diversas mutaciones que producen la enfermedad, por alteración en la secuencia de los genes KRTHB1, KRTHB3, o KRTHB6 que se encuentran en el cromosoma 12 y codifican la secuencia de la queratina del pelo tipo II.
La edad de aparición, intensidad de los síntomas y evolución son variables. La amplitud de las nudosidades y la distancia entre ellas presentan patrones que varían en las diferentes familias, por tratarse de mutaciones distintas.
En los casos más severos, la ausencia de pelo es total y en ocasiones se asocia a otros trastornos, como alteraciones en el crecimiento de las uñas.
No existe ningún tratamiento satisfactorio, aunque se han utilizado diversos fármacos que pueden ser de utilidad. La mayor parte de los casos mejoran espontáneamente con el paso de los años.